# Louis Proost
Louis Proost (ur. 7 kwietnia 1935 w Halle, zm. 2 lutego 2009 w Lier) – belgijski kolarz szosowy i torowy, złoty medalista szosowych mistrzostw świata.

## Kariera
Największy sukces w karierze Louis Proost osiągnął w 1957 roku, kiedy zdobył złoty medal w wyścigu ze startu wspólnego amatorów podczas szosowych mistrzostw świata w Waregem. W zawodach tych wyprzedził bezpośrednio Włocha Arnaldo Pambianco oraz Holendra Schalka Verhoefa. Był to jednak jedyny medal wywalczony przez Proosta na międzynarodowej imprezie tej rangi. Ponadto wygrał między innymi Halle-Ingooigem w 1958 roku, Bruksela-Charleroi-Bruksela w 1960 roku oraz Omloop van West-Brabant w 1963 roku. Był też drugi w Dwars door Vlaanderen w 1959 roku, Grand Prix de Denain w 1960 roku i Grote Scheldeprijs w 1965 roku oraz trzeci w Mediolan-San Remo w 1963 roku. Czterokrotnie startował w Tour de France, najlepszy wynik osiągając w 1963 roku, kiedy zajął 65. miejsce w klasyfikacji generalnej. Trzy lata wcześniej wygrał jeden z etapów TdF, ale wyścigu nie ukończył. W 1961 roku wygrał także jeden etap w Giro d’Italia, ale nie ukończył rywalizacji. W 1964 roku zajął 22. miejsce w klasyfikacji generalnej Vuelta a España. Startował także na torze, zdobywając między innymi srebrny medal w indywidualnym wyścigu na dochodzenie w 1959 roku. Nigdy nie wystąpił na igrzyskach olimpijskich. Jako zawodowiec startował w 1958-1967.

## Najważniejsze zwycięstwa i sukcesy
- 1957
  - mistrzostwo świata amatorów w wyścigu ze startu wspólnego
- trzy etapy w Wyścigu Pokoju
- 1960
  - trzynasty etap w Tour de France
- 1961
  - etap w Deutschland Tour
  - dwa etapy w Ronde van België
  - etap w Giro d’Italia
- 1962
  - 3. Mediolan-San Remo
- 1965
  - 2. Grote Scheldeprijs
- 1966
  - 3. Grote Scheldeprijs